# 伊斯坦堡萨比哈·格克琴国际机场
伊斯坦堡萨比哈·格克琴国际机场（土耳其語：İstanbul Sabiha Gökçen Uluslararası Havalimanı）是土耳其最大城市伊斯坦布尔的第二座国际机场，由于位于欧洲側的阿塔圖尔克国际机场不敷使用，土耳其政府才兴建了这座位于亚洲側安纳托利亚的机场，以作为阿塔图尔克机场的辅助机场，以该国出生的世界上第一位女性飞行员萨比哈·格克琴的名字命名。

## 外部連結
- 官方網站 （页面存档备份，存于）（土耳其文）（英文）